# Linea ferroviaria elettrica Chikuhō
La linea ferroviaria elettrica Chikuhō (筑豊電気鉄道線?, Chikuhō Denki Tetsudō-sen) è una linea ferroviaria giapponese della Chikuhō Electric Railroad che collega la stazione di Kurosaki-Ekimae nel quartiere Yahatanishi, città di Kitakyūshū, alla stazione di Chikuhō-Nōgata nella città di Nōgata, nella prefettura di Fukuoka. Il simbolo del percorso è CK.
Il nome del percorso  Linea ferroviaria elettrica Chikuhō  è utilizzato solo a scopo orientativo, ma non è menzionato nel "Manuale della ferrovia" e non è stato stabilito un nome per il percorso.
Sebbene utilizzi veicoli di tipo tranviario, l'intera linea è una ferrovia ai sensi della legge sulle attività ferroviarie.

## Storia
La Kyushu Electric Railway, il diretto predecessore della Nishitetsu, progettò una linea ferroviaria tra Kitakyūshū e Fukuoka in epoca Taishō, anche Nishitetsu, dopo la fusione di cinque società nel 1942, fece richiesta di progetti simili, ma nessuno di essi fu realizzato.
Nel dicembre 1950, la società ottenne finalmente la licenza per la linea Kitakyūshū-Fukuoka (attraverso il Chikuhō) e iniziò la costruzione, raggiungendo la stazione di Chikuhō-Nōgata nel 1959, ma il passo Yagiyama, a ovest di questa linea, si rivelò un problema. Poiché la società non aveva le risorse finanziarie per scavare il tunnel da sola, la costruzione non iniziò e la licenza per la sezione Nōgata - Īdzuka - Fukuoka scadde nel 1971. La linea Sasaguri, inaugurata nel 1968 dalle Ferrovie Nazionali Giapponesi, fu costruita su un percorso quasi identico a quello progettato da Nishitetsu. Oggi, la linea Fukuhoku Yutaka (linea principale Chikuhō e linea Sasaguri) svolge il ruolo di collegamento tra la regione del Chikuhō e Fukuoka.

## Caratteristiche
- Lunghezza: 16 km
- Scartamento: 1.435 mm
- Alimentazione: 600 V DC tramite catenaria
- Numero di binari: Doppio binario

## Stazioni
| Codice | Stazione          | Giapponese     | Distanza (km)   | Distanza (km) | Collegamenti                                                                               | Posizione                  |
| Codice | Stazione          | Giapponese     | Tra le stazioni | Totalee       | Collegamenti                                                                               | Posizione                  |
| ------ | ----------------- | -------------- | --------------- | ------------- | ------------------------------------------------------------------------------------------ | -------------------------- |
| CK 01  | Kurosaki-Ekimae   | 黒崎駅前       | -               | 0.0           | : Linea principale Kagoshima Linea Fukuhoku Yutaka (Stazione di Kurosaki)                  | Yahatanishi-ku, Kitakyūshū |
| CK 02  | Nishi-Kurosaki    | 西黒崎         | 0.2             | 0.2           |                                                                                            | Yahatanishi-ku, Kitakyūshū |
| CK 03  | Kumanishi         | 熊西           | 0.4             | 0.6           |                                                                                            | Yahatanishi-ku, Kitakyūshū |
| CK 04  | Hagiwara          | 萩原           | 1.1             | 1.7           |                                                                                            | Yahatanishi-ku, Kitakyūshū |
| CK 05  | Anō               | 穴生           | 0.6             | 2.3           |                                                                                            | Yahatanishi-ku, Kitakyūshū |
| CK 06  | Morishita         | 森下           | 0.5             | 2.8           |                                                                                            | Yahatanishi-ku, Kitakyūshū |
| CK 07  | Imaike            | 今池           | 0.9             | 3.7           |                                                                                            | Yahatanishi-ku, Kitakyūshū |
| CK 08  | Einomaru          | 永犬丸         | 0.8             | 4.5           |                                                                                            | Yahatanishi-ku, Kitakyūshū |
| CK 09  | Sangamori         | 三ヶ森         | 0.5             | 5.0           |                                                                                            | Yahatanishi-ku, Kitakyūshū |
| CK 10  | Nishiyama         | 西山           | 0.7             | 5.7           |                                                                                            | Yahatanishi-ku, Kitakyūshū |
| CK 11  | Tōritani          | 通谷           | 1.0             | 6.7           |                                                                                            | Nakama                     |
| CK 12  | Higashi-Nakama    | 東中間         | 0.5             | 7.2           |                                                                                            | Nakama                     |
| CK 13  | Chikuhō-Nakama    | 筑豊中間       | 0.7             | 7.9           |                                                                                            | Nakama                     |
| CK 14  | Kibōgaoka-Kōkōmae | 希望が丘高校前 | 0.9             | 8.8           |                                                                                            | Nakama                     |
| CK 15  | Chikuhō-Katsuki   | 筑豊香月       | 1.4             | 10.2          |                                                                                            | Yahatanishi-ku, Kitakyūshū |
| CK 16  | Kusubashi         | 楠橋           | 1.3             | 11.5          |                                                                                            | Yahatanishi-ku, Kitakyūshū |
| CK 17  | Shin-Koyanose     | 新木屋瀬       | 0.6             | 12.1          |                                                                                            | Yahatanishi-ku, Kitakyūshū |
| CK 18  | Koyanose          | 木屋瀬         | 0.5             | 12.6          |                                                                                            | Yahatanishi-ku, Kitakyūshū |
| CK 19  | Ongano            | 遠賀野         | 1.3             | 13.9          |                                                                                            | Nōgata                     |
| CK 20  | Ganda             | 感田           | 1.3             | 15.2          |                                                                                            | Nōgata                     |
| CK 21  | Chikuhō-Nōgata    | 筑豊直方       | 0.8             | 16.0          | : Linea principale Chikuhō (verso Nōgata) Heisei Chikuho Railway: Linea Ita (verso Nōgata) | Nōgata                     |